# Cercle des Patineurs Unis
Cercle des Patineurs Unis was een Belgische ijshockeyclub uit Brussel.

## Geschiedenis
De club werd in het seizoen 1945-'46 landskampioen.